# Sóviet Militar Revolucionario
Sóviet Militar Revolucionario o Revvoensoviet o RVS (ruso: Революционный Военный Совет o Реввоенсовет o РВС), también traducido como Consejo Militar Revolucionario, fue la suprema autoridad militar en la Rusia soviética entre 1918 y 1934. Se instituyó por decreto del Comité Ejecutivo Central Panruso (VTsIK) el 2 de septiembre de 1918 (conocido como “Decreto sobre la Declaración de la República Soviética en el Campo Militar”).
No debe confundirse con el Comité Revolucionario Militar (CRM) o Voenrevkom o VRK (ruso: Военно-революционный комитет o Bоенревком o ВРК), creado por el Sóviet de Petrogrado el 16 de octubrejul./ 29 de octubregreg. de 1917 y que dirigió la Revolución de octubre proclamando el derrocamiento del Gobierno provisional ruso, ni con los Comités Militares Revolucionarios creados por las organizaciones militares del Partido Bolchevique a lo largo y ancho de toda Rusia durante la Revolución. Fue disuelto el 5 de diciembrejul./ 18 de diciembregreg. del mismo año.

## Antecedentes
Hasta ese momento había dos autoridades militares disueltas el 30 de septiembre de 1918:
- El Sóviet Supremo Militar (en ruso: Высший военный совет)
- El Departamento Operativo del Comisario del Pueblo para Asuntos Militares (en ruso: Оперативный отдел Народного комиссариата по военным делам).

## Historia

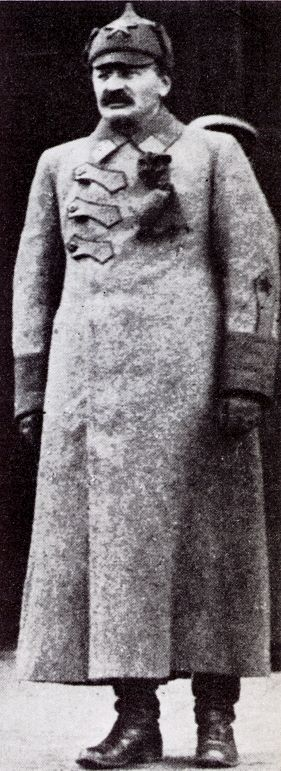
León Trotski fue el primer Presidente del Sóviet Militar Revolucionario. 1919

El Sóviet Militar, antecesor del Revvoensoviet, se establece el 13 de junio de 1918, con objeto de dirigir la oposición al levantamiento de las tropas checas en Siberia que, más adelante, se llamará Frente Oriental de la Guerra Civil Rusa. Su tarea inicial fue la formación de tropas y su dirección.

## Organización
Se crea el Revvoensoviet de la República por decreto del VTsIK el 2 de septiembre de 1918, poniendo todos los frentes y organizaciones militares bajo el mando único del Revvoensoviet. Absorbe las funciones del Sóviet Supremo Militar y del Departamento Operativo del Comisario del Pueblo para Asuntos Militares. Temporalmente asume las del Comisariado Militar para asuntos marítimos disuelto el 23 de diciembre de 1918, pero restablecido en junio de 1919.
El Revvoensoviet estuvo constituido por al menos 3 miembros, un Presidente y dos miembros político-militares, siendo de ellos:
- El Presidente del Revvoensoviet.
- Glavkom (ruso: Главком) – Comandante en Jefe como mando militar supremo único, encargado del mando estratégico y operativa militar, únicamente subordinado al Presidente del Revvoensoviet.

El presidente del Revvoensoviet era siempre el Comisario del Pueblo para los Asuntos Militares y Navales, nombrado por el VTsIK. Los miembros del Revvoensoviet eran elegidos por el VTsIK, y refrendados por el Consejo de Comisarios del Pueblo o Sovnarkom.
En el pleno del Comité Central del Partido de mayo de 1919, introduce en la composición del Revvoensoviet representantes de los frentes, ejércitos y organizaciones locales del partido.
Después de dirigir la formación de unidades militares, jugó el Revvoensoviet un importante papel en la creación del Ejército Rojo como ejército regular, así como la administración de tropa en los distintos frentes.
El primer presidente del Revvoensoviet fue León Trotski, y el primer Glavkom (Comandante en Jefe) fue Ioakim Vatsetis de los Fusileros Letones Rojos, siendo sustituido en julio de 1919 por Serguéi Kámenev (1919 - 1924).

## Superior jerárquico
Seguido a la creación del Revvoensoviet, el 30 de noviembre de 1918 se establece el Sóviet de Trabajo y Defensa encabezado por Lenin, consistente en:
- Presidente del Sóviet de Trabajo y Defensa, puesto ocupado por Lenin
- El Presidente del Revvoensoviet, puesto inicialmente ocupado por Trotski.
- El representante del VTsIK, puesto inicialmente ocupado por Stalin
- Algunos “Narkom” (Narodny Komissar - Comisario del Pueblo)

Su función era la de movilización de recursos del país en apoyo de la defensa.

## Misiones
De acuerdo con las directivas del Comité Central del Partido Comunista, se encargó de:
- Formación de las Fuerzas Armadas Soviéticas
- Desarrollo de los planes de defensa de la República, y su presentación al Comité Central.
- Dirección de las fuerzas militares
- Organización de aprovisionamiento y suministros
- Formación de los distintos niveles de la administración militar
- La formación e instrucción militar
- Formación de estados mayores

El Revvoensoviet tenía la completa independencia en la resolución de necesidades estratégicas inmediatas.

## Otros organismos militares
Para el cumplimiento de sus misiones, tenía subordinados una serie de organismos, entre otros:
- El Estado Mayor de Campo del Revvoensoviet hasta 1921 proporcionaba a las actividades del Revvoensoviet el apoyo logístico para las actividades militares, año que es incorporado al Estado Mayor del Ejército Rojo.
- Buró Panruso de Comisarios Militares (luego denominado Departamento Político y Administración Política del Revvoensoviet.
- Administración del Revvoensoviet
- Inspección Militar Suprema
- Administración Central de Suministros
- División marítima
- Tribunal Militar Revolucionario
- Soviet Legislativo Militar

## Miembros del Revvoensoviet

### Presidentes
- León Trotski (Л. Д. Троцкий ) de septiembre 1918 – enero 1925
- Mijaíl Frunze (М. В. Фрунзе ) de enero a octubre de 1925
- Kliment Voroshílov (К. Е. Ворошилов ) de noviembre de 1925 a junio de 1934

### Vicepresidentes
- E.M. Sklyanski (Э. М. Склянский) (1918-24),
- M.V. Frunze (М. В. Фрунзе) (1924-25),
- I.S. Únshlijt (И. С. Уншлихт) (1925-30),
- M.M. Lashévich (М. М. Лашевич) (1925-27),
- S.S. Kámenev (С. С. Каменев) (1927-34),
- Y.B. Gamárnik (Я. Б. Гамарник) (1930-34),
- I.P. Uborévich (И. П. Уборевич) (1930-31),
- M.N. Tujachevski (М. Н. Тухачевский) (1931-34);

### Jefatura del Glavkom
Glavkom (Главком – Comandante en Jefe)
- I.I. Vatsetis (И. И. Вацетис) (septiembre 1918 - julio 1919),
- S.S. Kámenev (С. С. Каменев) (julio 1919 - abril 1924).

### Otros miembros
La pertenencia al Revvoensoviet fue inconstante, a excepción del presidente, vicepresidente y Glavkom, variando de 2 a 13 personas. A lo largo del funcionamiento del Revvoensoviet tuvo 52 miembros, entre los que se encontraban: V.A. Antónov-Ovséyenko (В. А. Антонов-Овсеенко), A.S. Búbnov, (А. С. Бубнов), S.M. Budionni (С. М. Будённый), S.I. Gúsev (С. И. Гусев), K. J. Danishevski (К. Х. Данишевский), A.I. Yegórov (А. И. Егоров), K.S. Yereméyev (К. С. Еремеев), P.A. Kóbozev (П. А. Кобозев), D.I. Kurski (Д. И. Курский), A.F. Miasnikov (А. Ф. Мясников), K.A. Mejonoshin (К. А. Мехоношин), V. I. Nevski (В. И. Невский), G.K. Ordzhonikidze (Г. К. Орджоникидзе), N.I. Podvoyski (Н. И. Подвойский), I.V. Stalin (И. В. Сталин), R.P. Eideman (Р. П. Эйдеман), K.K. Yureniov (К. К. Юренёв), Iona Yakir (И. Э. Якир) y otros 20.

## Posterior a la Guerra Civil Rusa
El 28 de agosto de 1923, cambia el nombre de “Revvoensoviet de la República”, por el de “Revvoensoviet de la Unión Soviética”, coexistiendo con el Comisariado del Pueblo para Asuntos Militares y Navales de la URSS, cuyos comisarios del pueblo siempre eran a su vez presidentes del Revvoensoviet.  
Fue abolido el 20 de junio de 1934, siendo sustituido en noviembre de 1934 por el Comisariado del Pueblo de Defensa de la URSS, constituyéndose como un órgano consultivo de 80 miembros. Se disuelven al mismo tiempo todos los Soviets Militares de los Distritos (Ókrugs), Ejércitos, Flotas y Frentes. En mayo de 1937 fueron restablecidos todos ellos. 
En marzo de 1938, se constituye la “Jefatura del Sóviet Militar del Ejército Rojo”, y en abril de 1938 se crea la “Jefatura del Sóviet Militar de la Flota de Guerra”. Al estallido de la Segunda Guerra Mundial se establecen Soviets Militares en cada uno de los frentes de guerra, declarando la ley marcial y siendo transferidos a los mismos todos los poderes del estado. 
En enero de 1947, se transformaron en órganos consultivos de los mandos de las unidades, ejércitos, distritos militares y flotas. 
En 1950, el Sóviet Militar se convierte en un órgano colegiado, y en 1958 está compuesto por un presidente, que normalmente coincidía con el jefe de la administración política de la administración territorial, el secretario del Comité Central del Partido Comunista de la república o territorio, el vicepresidente, el jefe de Estado Mayor, etc.